# Cerf axis
Axis axis
Espèce
Répartition géographique
Statut de conservation UICN

 LC  : Préoccupation mineure
Le Cerf axis (Axis axis) ou Chital est un cervidé présent naturellement dans les régions boisées de l'Inde, Sri Lanka, Bangladesh et du Népal. On le retrouve dans toutes les réserves de l'Inde et il a été introduit en Europe centrale, ex-Yougoslavie, Australie, Brésil, Argentine, Uruguay, Texas et Hawaï. Le nom chital vient de l'hindi cītal, issu du sanskrit citrala voulant dire « avec des taches ».
Depuis 2022, il est inscrit sur la liste des espèces exotiques envahissantes préoccupantes pour l'Union européenne. Cela signifie que ce cervidé ne peut pas être importé, élevé, transporté, commercialisé, ou libéré intentionnellement dans la nature, et ce nulle part dans l’Union européenne. Il ne peut plus être détenu sauf dans le cas des animaux de compagnie acquis jusqu’à 1 an après leur ajout sur la liste européenne.

## Morphologie et caractéristiques

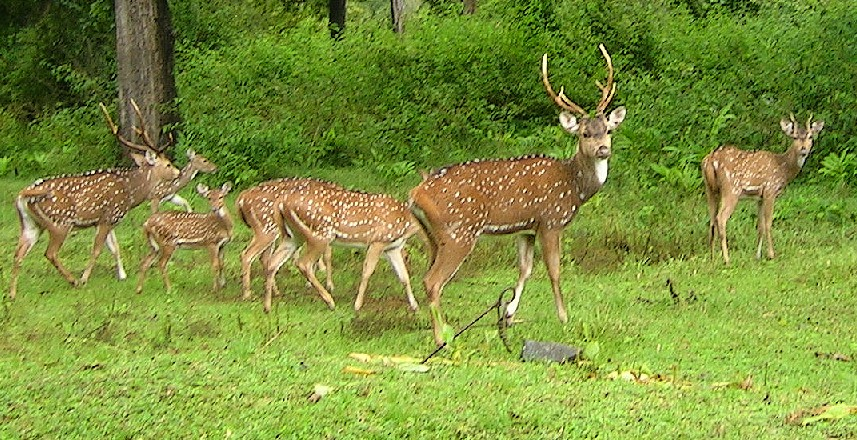
Harde de Cerfs axis.

En toutes saisons, son pelage fauve-roux porte des rangées de petites taches blanches sur le dos et les flancs. Il se distingue du daim par des bois non palmés comportant au plus trois andouillers, et l'absence de la pomme d'Adam visible. Les pattes sont blanches. Il développe un type de coopération avec les singes entelles, les seconds de leur bonne vue, se nourrissant en faisant tomber des feuilles et des fruits des arbres, les premiers les préviennent d'un danger (tigre) imminent grâce à leur odorat, tout en profitant des graines, feuilles et fruits tombés au sol.
De taille moyenne, les mâles mesurent de 85 à 100 cm de hauteur à l'épaule, jusqu'à 1,20 m - 1,30 m à la hauteur de la tête, et la longueur du corps varie de 130 à 160 cm. Leurs poids oscillant de 35 à 75 kg (55 kg en moyenne). Les femelles mesurent 70 à 85 cm de haut à l'épaule, 1 m à 1,20 m au sommet de la tête pour une longueur variant de 100 cm à 130 cm et un poids allant de 25 à 45 kg (35 kg en moyenne) selon les individus.
C'est un animal grégaire, vivant en groupes de 10 à 60 individus (parfois 100 ou 200) incluant en général 2 ou 3 mâles.
Les bois des cerfs axis sont fins et mesurent de 50 à 90 cm (70 cm en moyenne) selon les individus et peu ramifiés. Leur période de chute est variable. 

## Habitat

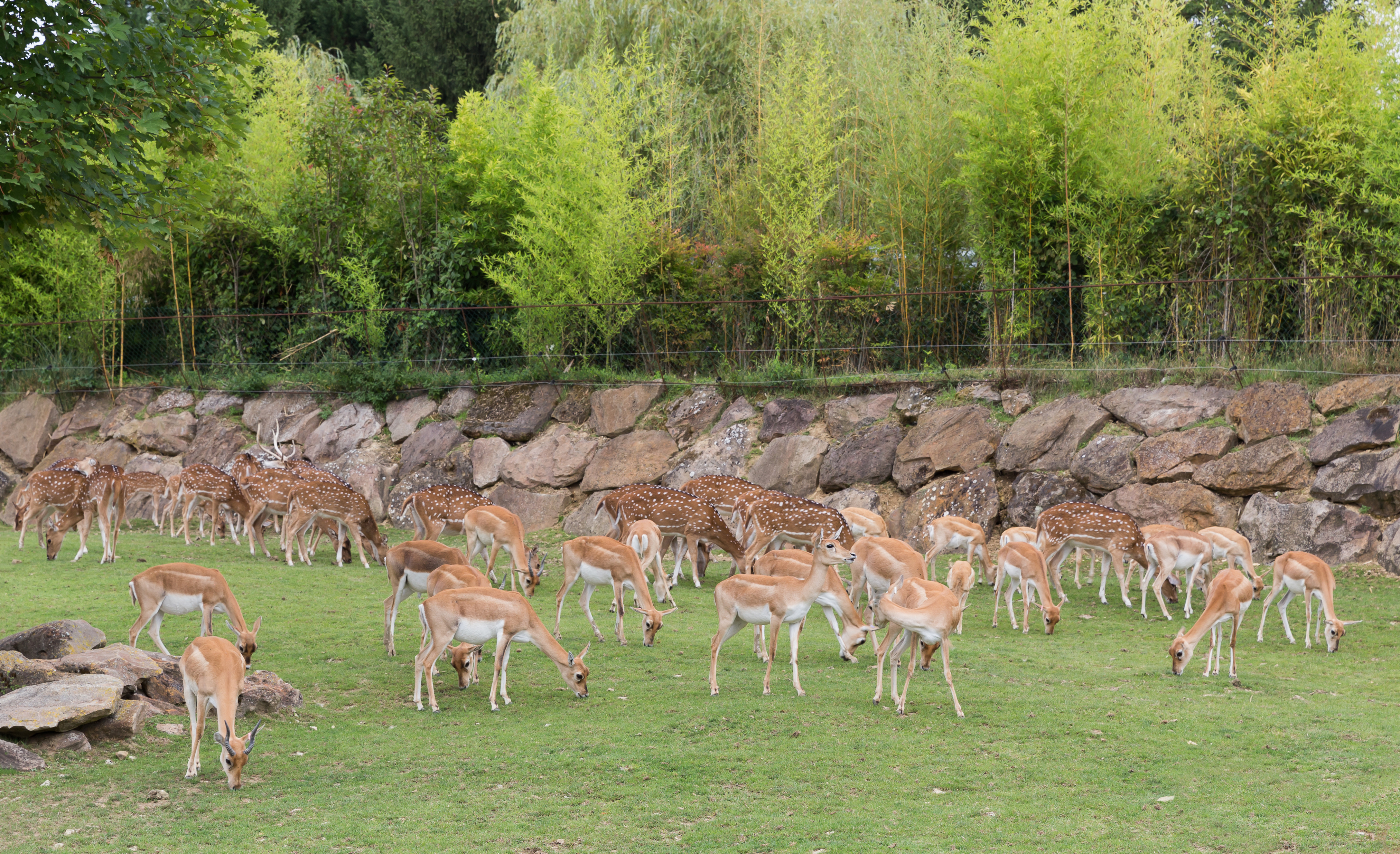
Axis axis (Cerf axis) au ZooParc de Beauval à Saint-Aignan-sur-Cher, France.

S'adaptant facilement, le cerf Axis habite aussi bien les forêts claires et denses que les savanes rases et arborés, près d'un point d'eau.

## Nourriture
Il est herbivore, ruminant et se nourrit essentiellement de feuillages (notamment en se levant sur ses membres postérieurs), d'herbes, de fruits et de roseaux.

## Reproduction
Le cycle reproducteur et la période de chute des bois varient beaucoup d'une région à l'autre. Le rut intervient en mai dans les provinces centrales, en août/septembre dans les régions du sud et en hiver dans le nord. La gestation dure 7 mois et demi, il y a un jeune par portée, les naissances ont lieu tout au long de l'année. La maturité sexuelle est atteinte entre 8 et 12 mois.

## Prédation - défense
Leurs principaux prédateurs sont les tigres, les léopards, les dholes, les pythons et les crocodiles. Ils peuvent courir à 45 km/h sur plusieurs kilomètres et atteindre 70 à 90 km/h en vitesse pointe sur de courtes distances. Ils peuvent aussi faire des bonds jusqu'à 2 mètres de haut et jusqu'à 7 mètres en longueur. Bien qu'ils soient en général plus rapides que leurs prédateurs, les individus malades, blessés, âgés, jeunes, au terme de leur gestation, sont plus vulnérables aux attaques.  
Les cerfs axis coopèrent avec d'autres espèces pour prévenir de l'arrivée d'un prédateur, notamment avec l'entelle. 
Ils sont particulièrement vulnérables lorsqu'ils vont boire ou dans les forêts denses, là où leurs déplacements sont gênés et où les prédateurs se dissimulent facilement.

## Longévité
Jusqu'à 12 ans dans la nature, contre 22 ans en captivité.

## Sous-espèces
- Axis axis axis : Cerf Axis d'Inde, Inde (Erxleben 1777) .
- Axis axis ceylonensis : Cerf Axis de Ceylan, Ceylan (Fischer 1829) .

## Photographies

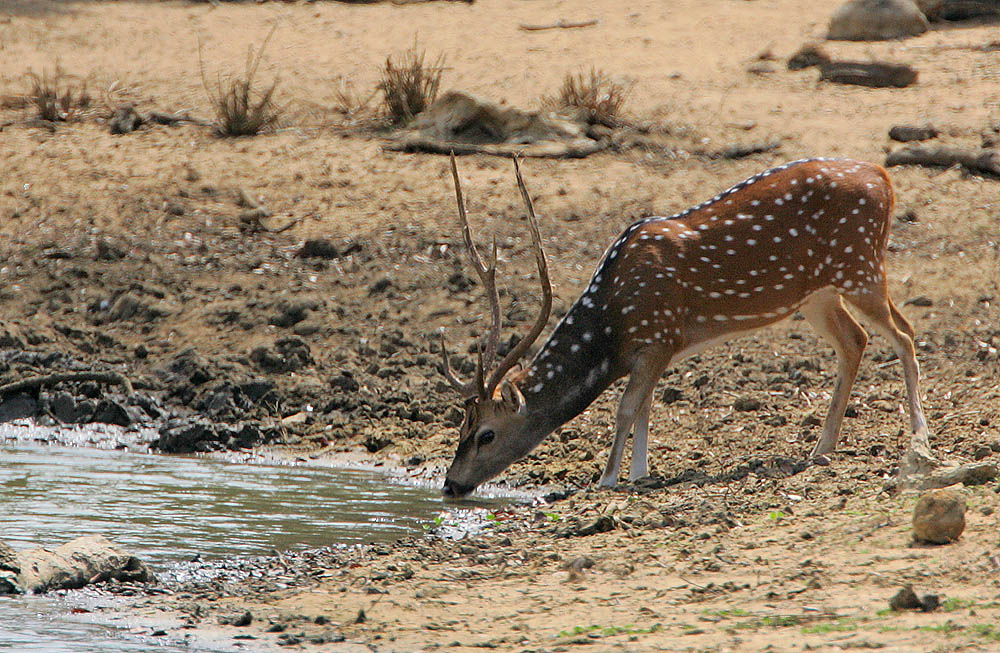
Sri Lanka
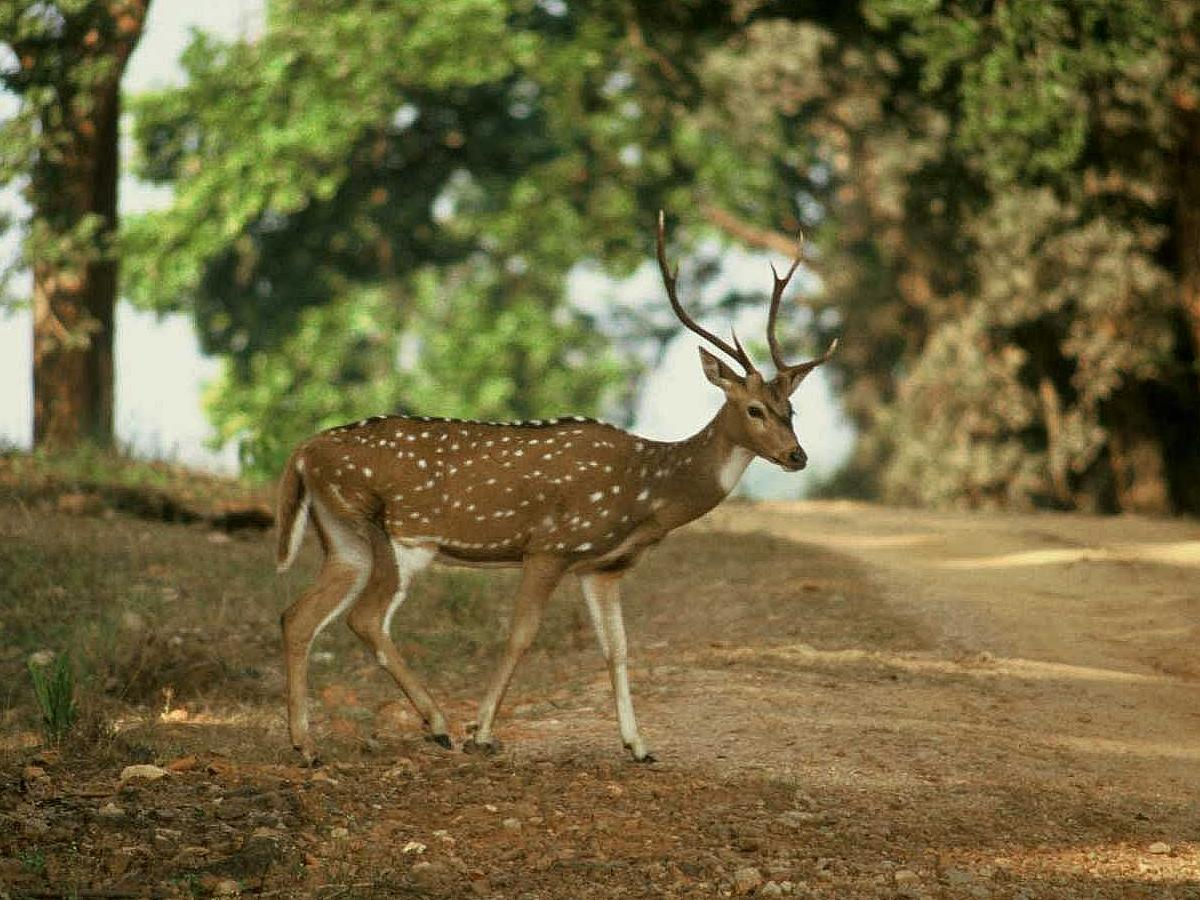
Kanha National Park, Inde
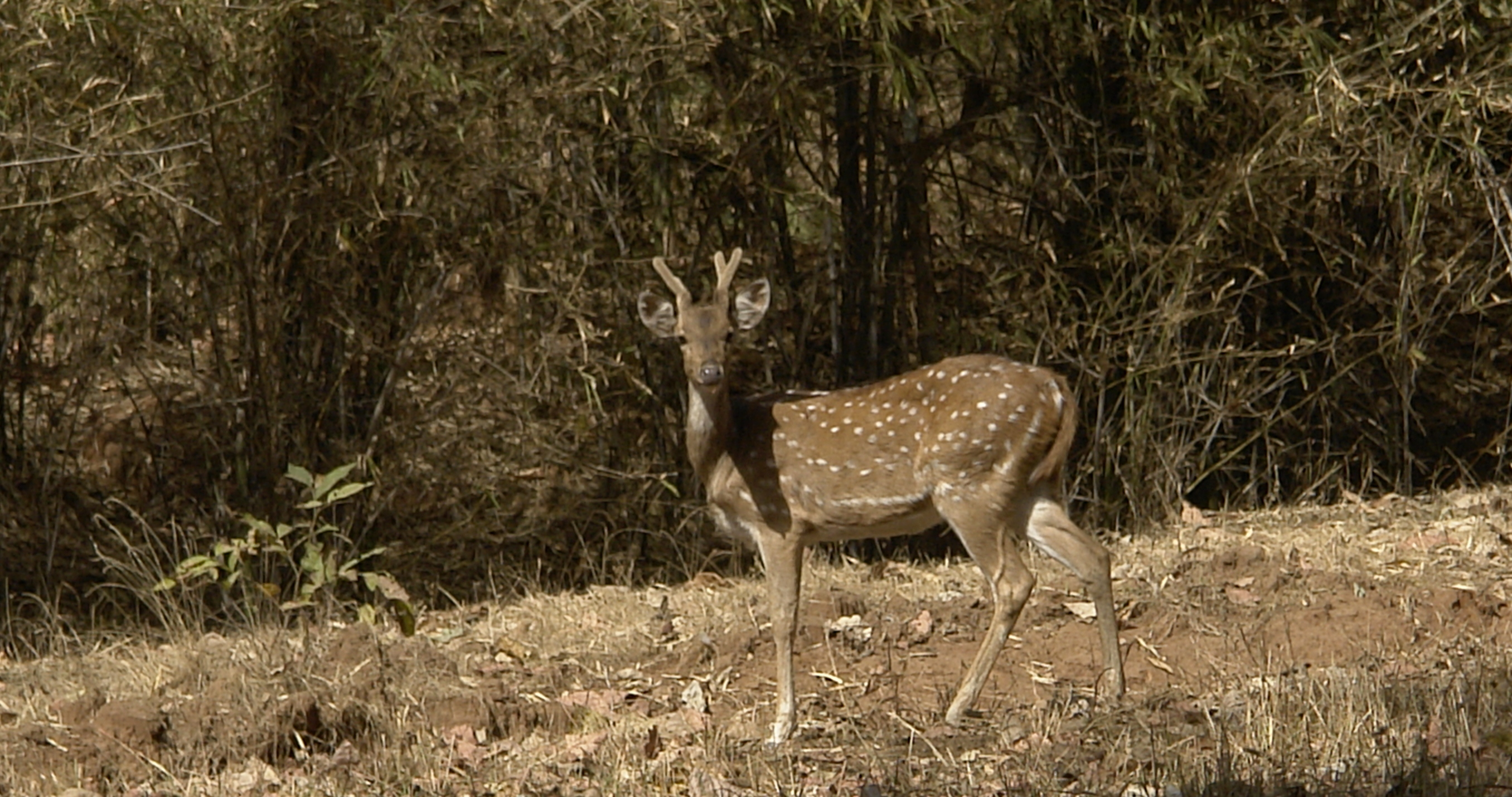
Bandhavgarh National Park, Inde
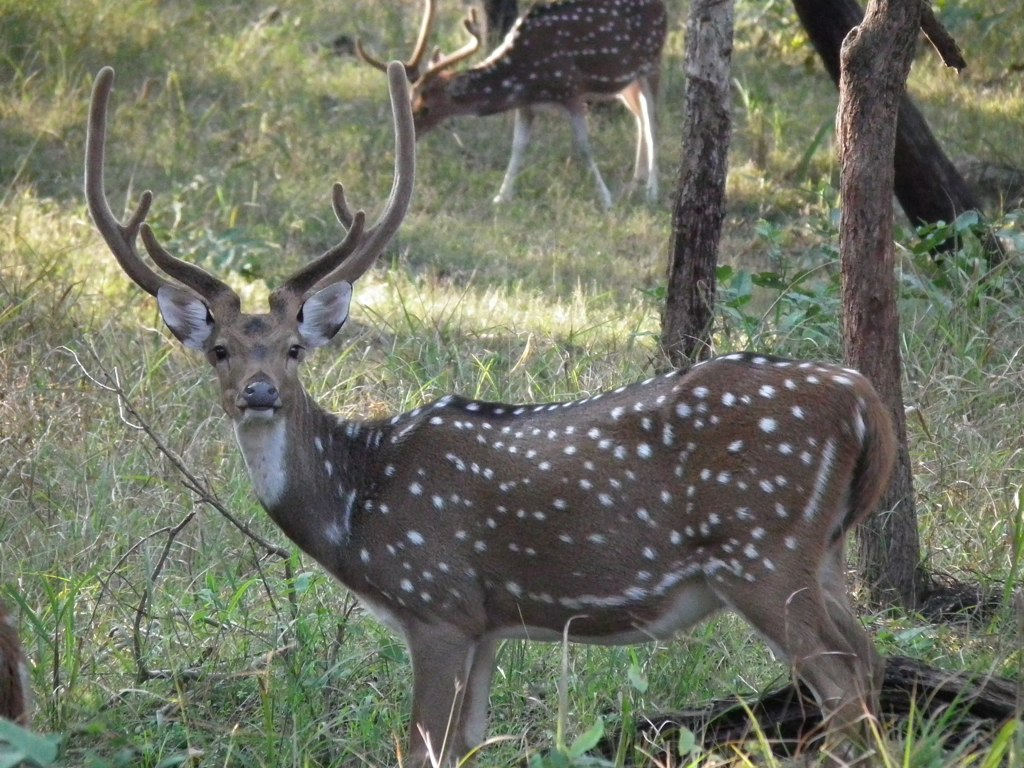
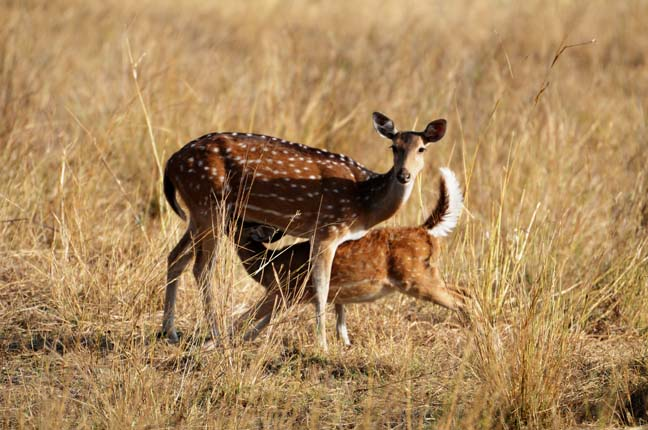
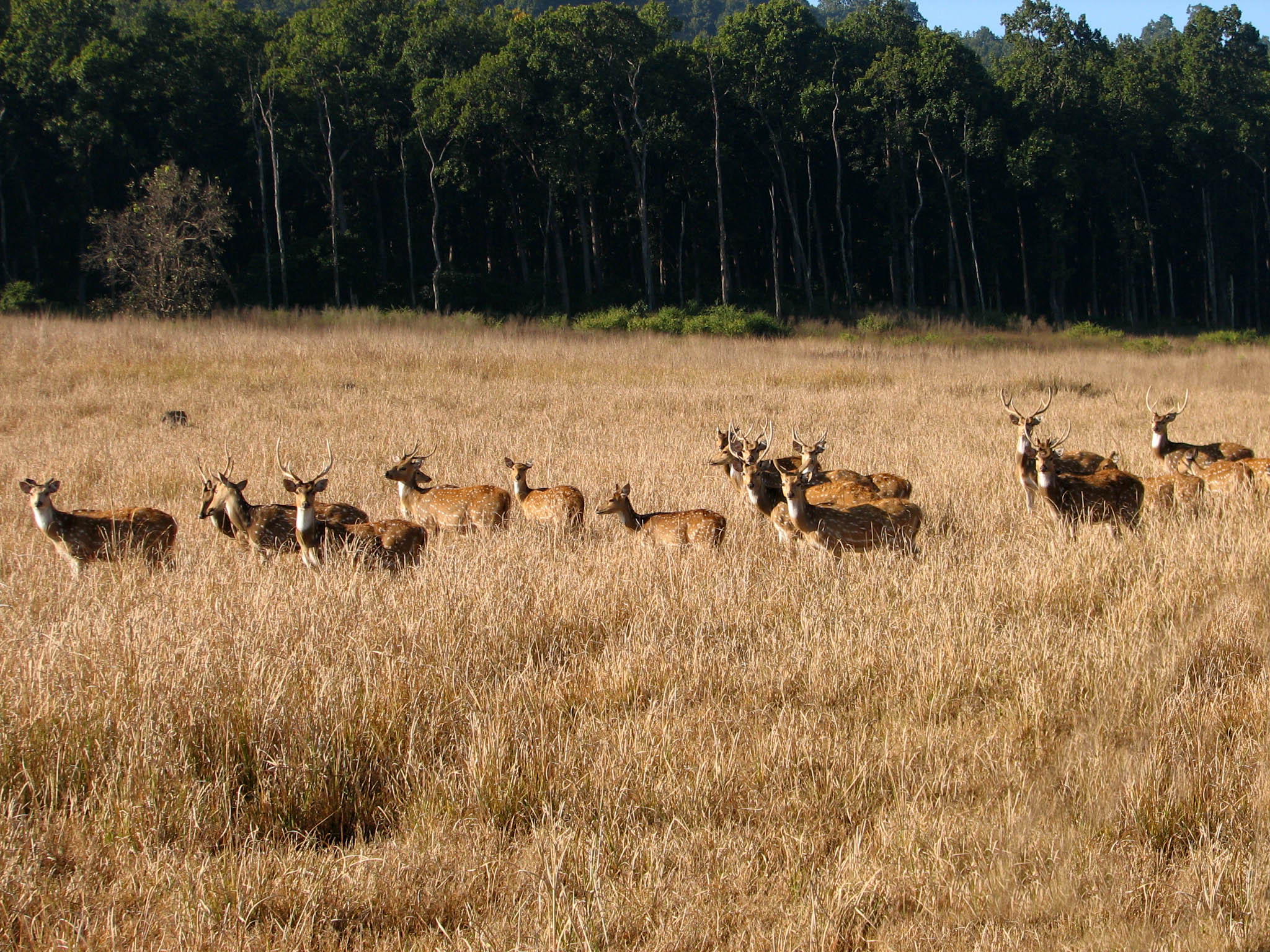
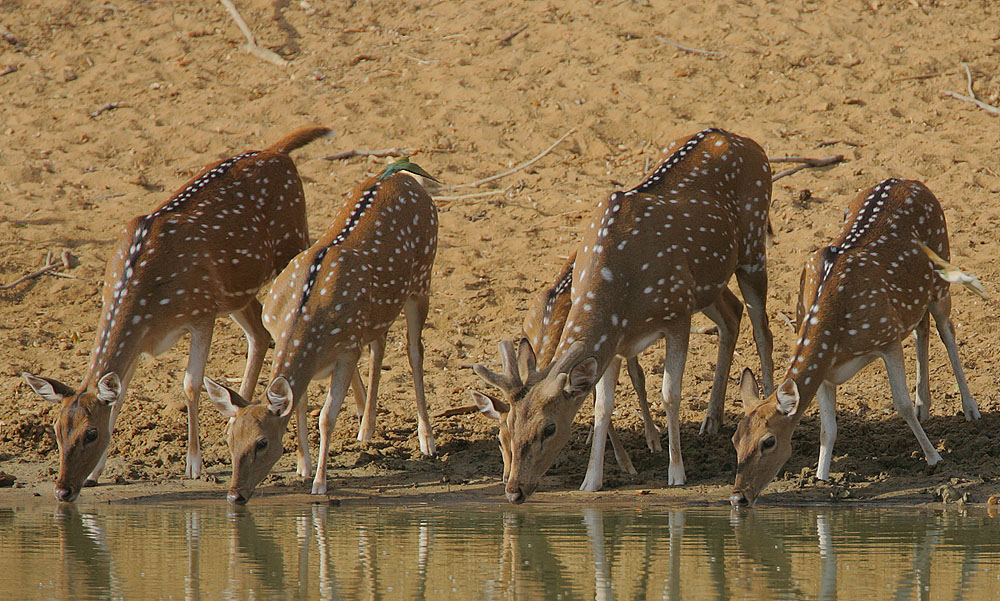
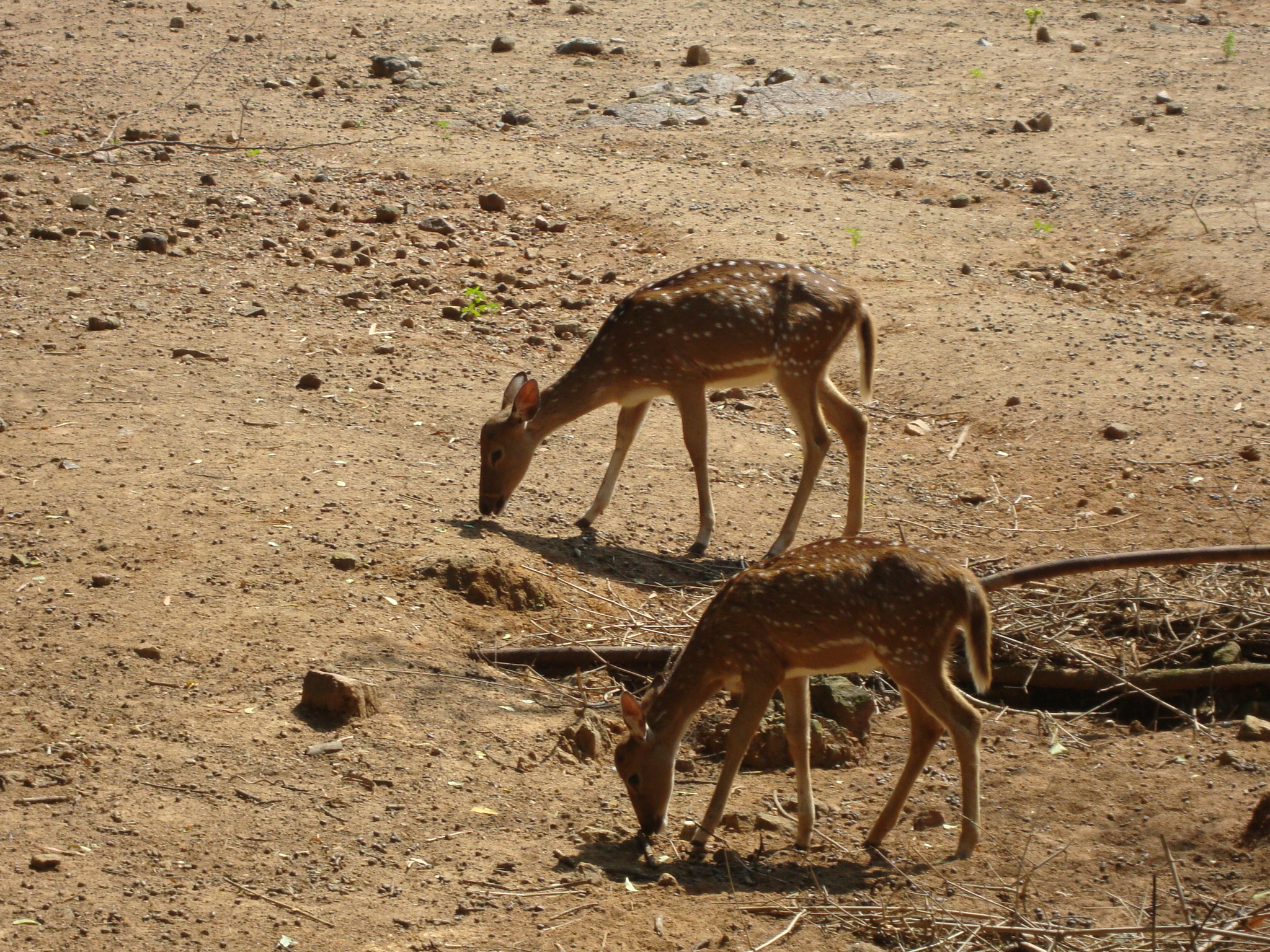